# Wiktorowo (Przasnysz)
Pour les articles homonymes, voir Wiktorowo.
Wiktorowo (prononciation : [viktɔˈrɔvɔ]) est un village polonais de la gmina de Krzynowłoga Mała dans le powiat de Przasnysz de la voïvodie de Mazovie dans le centre-est de la Pologne.
Il se situe à environ 2 kilomètres au sud de Krzynowłoga Mała (siège de la gmina), 16 kilomètres au nord de Przasnysz (siège du powiat) et à 105 kilomètres au nord de Varsovie (capitale de la Pologne).

## Histoire
De 1975 à 1998, le village appartenait administrativement à la voïvodie d'Ostrołęka.